# Vicus von Ottmarsheim

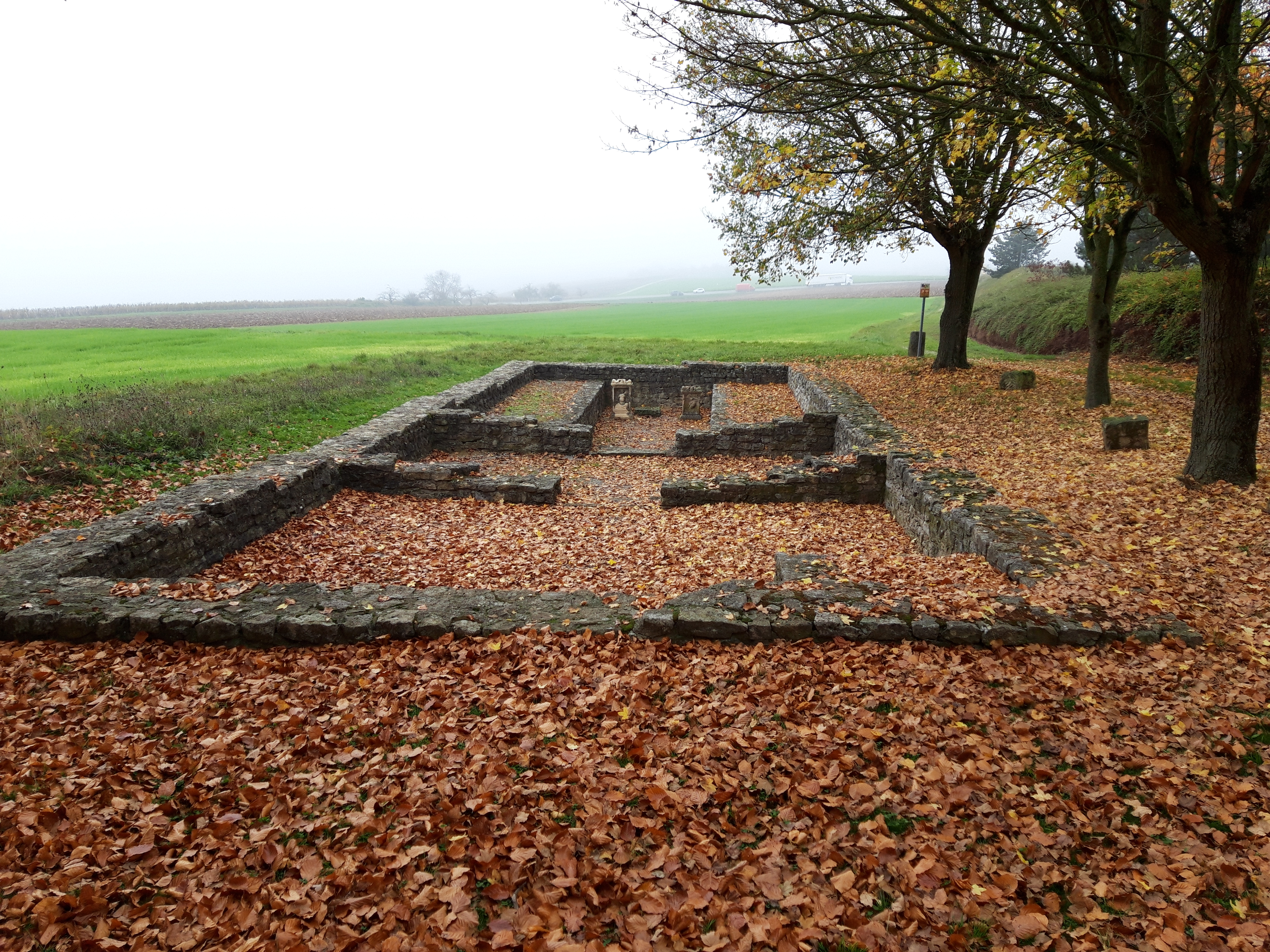
Grundmauern des römischen Mithräums des Vicus von Ottmarsheim

Der Vicus von Ottmarsheim war eine römische dorfähnliche Siedlung (Vicus) im heutigen Besigheimer Ortsteil Ottmarsheim, Baden-Württemberg.

## Geographie
Der Vicus von Ottmarsheim befand sich an einer Verkehrsverbindung zwischen dem römischen Walheim und dem Kastell Mainhardt. Darüber hinaus bestand ein Wasserweg über die Bottwar und die Murr bis nach Mainhardt.
Dendrochronologische Untersuchungen ergaben, dass die Siedlung in der ersten Hälfte des 2. Jahrhunderts n. Chr. gegründet wurde und bis ins 3. Jahrhundert bestand. Während die Geschichtsforschung lange davon ausging, dass der Limes südlich von Bad Friedrichshall als „nasser Limes“ entlang des Neckars verlief, deuten der Vicus von Ottmarsheim und die umliegenden Gutshöfe darauf hin, dass sich die Grenzbefestigung bereits vor dem Neckar erstreckte. Analysen zeigen, dass die frühesten Fälldaten der Brunnenhölzer auf der Ottmarsheimer Höhe bis in die Zeit des Kaisers Hadrian (117–138 n. Chr.) zurückreichen. Der Archäologe Stephan Bender vermutet, dass der Vicus möglicherweise aus dem Lagerdorf eines Kleinkastells  hervorgegangen ist.

## Archäologische Ausgrabungen
Seit 1994 wurden vor der Erschließung des Industriegebiets von Ottmarsheim im nördlichen und westlichen Bereich archäologische Untersuchungen durchgeführt.
An zwei Stellen entdeckte man Überreste von Öfen mit Schlackerückständen, die vermutlich gewerblichen Schmiedeöfen zuzuordnen sind. Im westlichen Untersuchungsgebiet wurden sechs Keller und vier Steinbrunnen freigelegt, die auf eine Reihe von mindestens fünf Häusern schließen lassen – eine typische Anordnung für eine römische Streifenhaussiedlung. In einem der Brunnen wurde ein Relief der Göttin Herecura gefunden.
1999 konnte eine weitere Fläche von etwa 1.800 Quadratmetern untersucht werden. Hier wurden über 270 Holzbaubefunde dokumentiert, deren Steinfundamente jedoch fast ausschließlich nicht erhalten geblieben sind. Auch in diesem Bereich wird eine Streifenhausbebauung vermutet. Die nördlichen Baustrukturen waren, anders als die südlichen, überwiegend gewerblich geprägt. Zu den Funden zählen ein Ofengebäude sowie zahlreiche mit Asche und Schlacke gefüllte Gruben. Eine dendrochronologische Analyse eines Holzstücks aus einem holzverschalten Brunnen ergab das Fällungsjahr 136 n. Chr.
Weitere Ausgrabungen von Mai bis September 2000 brachten fünf zusätzliche Keller, fünf Latrinen und drei runde Schächte zutage. In einer Latrine fand man eine größere Menge Terra-Sigillata-Geschirr, das einem Herrn Sacrius zugeschrieben wird. Eine Untersuchung im Winter 2007/2008 legte zwei holzverschalte Brunnen frei, die um das Jahr 158 n. Chr. errichtet wurden.
Das Gräberfeld der Siedlung wurde 2004 am südwestlichen Rand des Vicus nachgewiesen. Hier fanden sich 24 Brandgräber sowie der Verbrennungsplatz (Ustrina).

## Mithräum

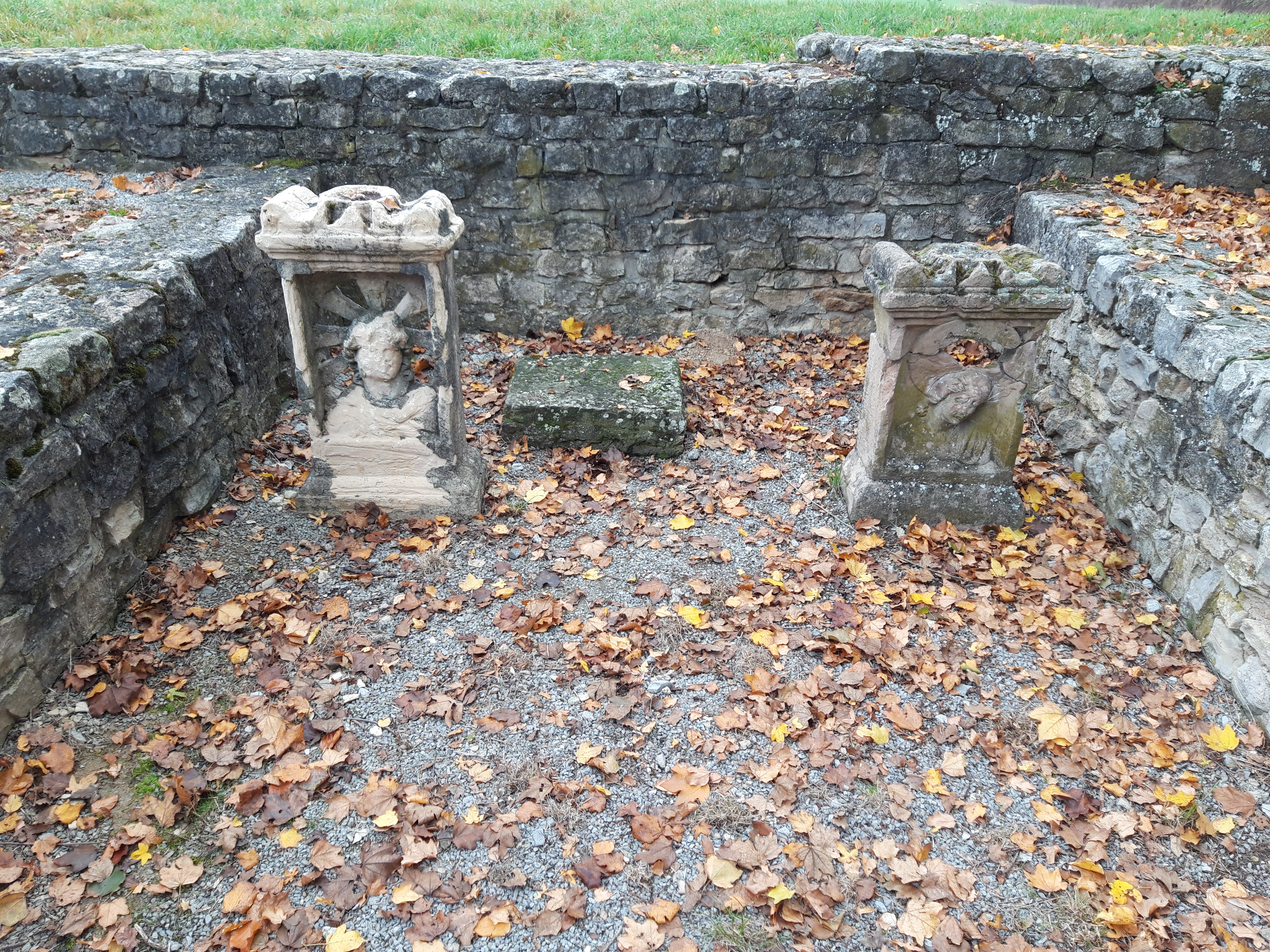
Repliken der Altäre am Originalplatz des Mithräums

Im Juni 1989 wurde bei der Verlegung der Hauptwasserleitung etwa 150 m von der Villa rustica „Steinmäurich“ entfernt ein Mithräum entdeckt. Zunächst wurde es dem Villenbesitzer zugeschrieben, mittlerweile gilt jedoch eine Zugehörigkeit zum nahegelegenen Vicus als wahrscheinlicher.
Das Gebäude bestand aus zwei Räumen und einer Vorhalle mit einer Herdstelle im Osten. Im Kultraum fanden sich zwei Altäre, die der Mondgöttin Luna und dem Sonnengott Sol gewidmet waren. Zu den weiteren Funden gehören eine Statue des Gottes Mercurius, Fragmente der Fackelträger Cautes und Cautopates, Münzen sowie tönerne Gefäße mit Tierknochen. Man geht davon aus, dass das Bauwerk in der Mitte des 2. Jahrhunderts errichtet wurde und bis in das 3. Jahrhundert in Benutzung war. Die Grundmauern wurden konserviert und sind öffentlich zugänglich. Repliken der Altäre können vor Ort besichtigt werden, während die Originale im Landesmuseum Württemberg ausgestellt sind.

## Gutshöfe in der Umgebung

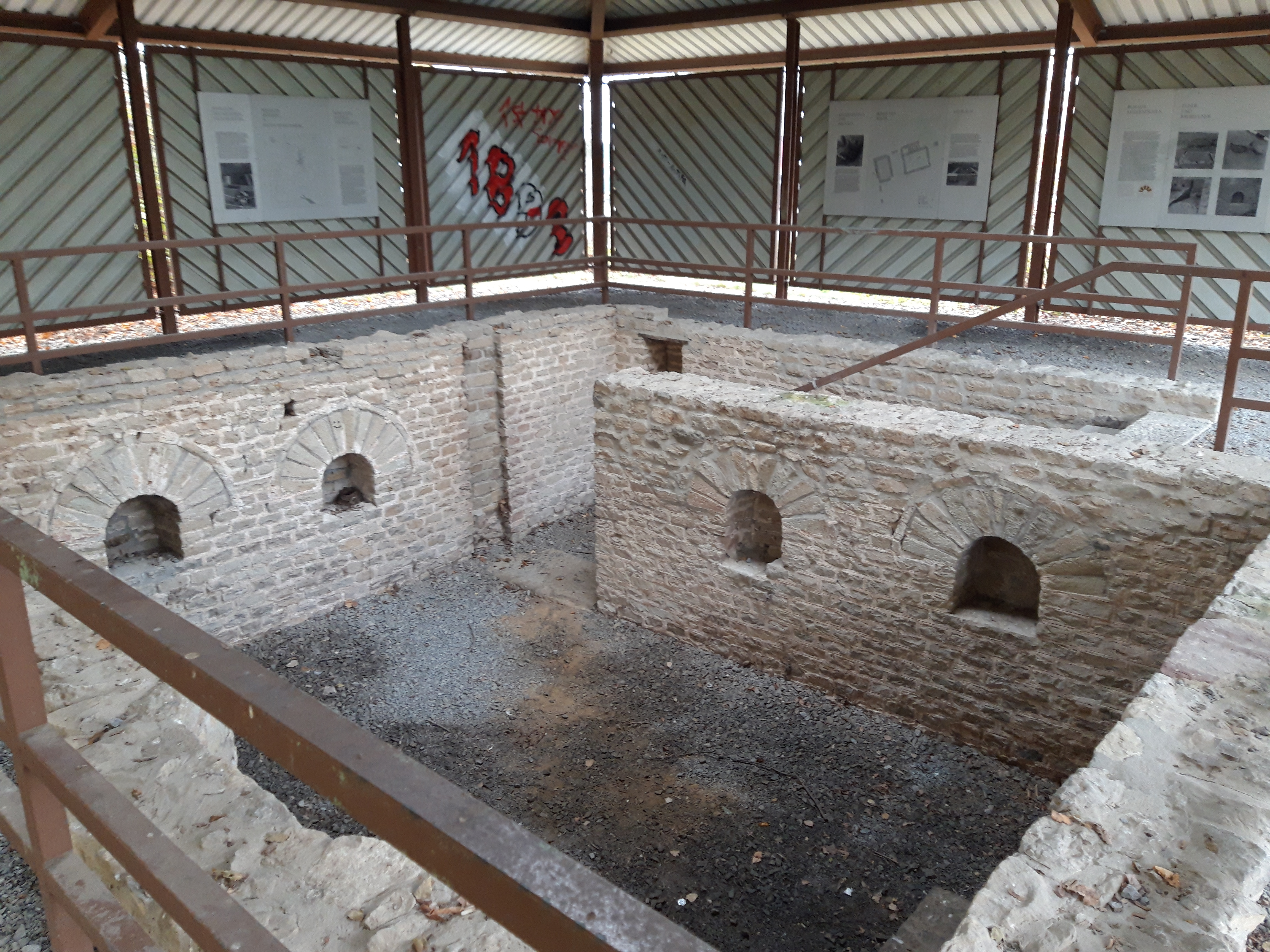
Keller des Gutshofs im Gewann Steinmäurich

In der Umgebung des Vicus befanden sich mehrere römische Gutshöfe, darunter im Ottmarsheimer Gewann Steineloch, in der Gemmrigheimer Flur Bonholz sowie in den Mundelsheimer Gewannen Steinmäurich, Schlösslesäcker und Kalk, sowie nahe dem Ortskern von Mundelsheim.

### Gutshof im Steinmäurich
siehe Hauptartikel: Römischer Gutshof Steinmäurich
Der südliche Teil des Hauptgebäudes des Gutshofs im Steinmäurich wurde 1923 vom Archäologen Oskar Paret ausgegraben. Dabei wurde eine spätrömische Münze aus der Zeit Kaiser Konstantin des Großen entdeckt. Zwischen 1988 und 1990 erfolgte eine weitere größere Grabung, um den Bereich vor einer Überbauung zu schützen. Ein Schutzraum wurde errichtet, um den Keller zu erhalten und der Öffentlichkeit zugänglich zu machen. Heute befindet sich dieser in der Heinrich-Hertz-Straße in Ottmarsheim, gehört jedoch zur Gemarkung von Mundelsheim.

### Gutshof im Gewann Steineloch
Die Villa rustica im Gewann Steineloch liegt nordwestlich von Ottmarsheim auf der rechten Seite des Talbachs. Bereits in den 1850er Jahren wurden hier römische Mauerreste, Ziegel und Heizröhren entdeckt. Hinweise aus Luftbildaufnahmen bestätigen die Existenz des Gutshofs.

### Gutshof in der Gemmrigheimer Flur Bonholz
Im Bonholz bei Gemmrigheim wurden bereits 1896 Ausgrabungen durchgeführt. Die dortige Villa erstreckte sich über eine Fläche von etwa 1,8 Hektar und verfügte über ein separates Badegebäude. Das Waldgebiet Bonholz schließt unmittelbar an den östlichen Ortsrand von Gemmrigheim an.

### Gutshöfe in Mundelsheim
Der Gutshof im Gewann Schlösslesäcker lag östlich von Mundelsheim in der Nähe der heutigen A81 und des Seebachs. Er wurde 1937 während des Baus der Reichsautobahn Stuttgart–Heilbronn ausgegraben, ebenfalls unter der Leitung von Oskar Paret. Es handelte sich um eine Eckrisalit-Villa mit einer Wohnhalle hinter der Portikus. 1974 wurde die Westseite des Hauptgebäudes freigelegt.
Funde aus dem Gewann Kalk östlich von Mundelsheim weisen auf eine römische Siedlung hin. Bisher wurden jedoch keine detaillierten Untersuchungen durchgeführt. Ein weiterer Gutshof wurde 1998 nördlich des Mundelsheimer Ortskerns anhand von Gruben und Keramik nachgewiesen. Die Steine des Gebäudes wurden vermutlich bereits im Mittelalter von der örtlichen Bevölkerung abgetragen.